# Kriminalstatistik
Kriminalstatistik är den statistiska beskrivningen av hur brottstrukturen och brottslighetens omfattning ser ut i ett samhälle. Eftersom brottsligheten är en ljusskygg verksamhet är de statistiska materialet som utgör kriminalstatistiken begränsad till de brott som på ett eller annat sätt kommit till polisens kännedom och det finns ett stort mörkertal i statistiken - då de flesta brott aldrig anmäls - som skattas.

### Notförtecning
1. ↑  Brottsförebyggande rådet: Konsten att läsa statistik Arkiverad 11 februari 2014 hämtat från the Wayback Machine.

### Litteratförteckning
- Sarnecki, Jerzy (2009). Introduktion till kriminologi (2). Lund: Studentlitteratur. Libris 11459715. ISBN 978-91-44-04858-1